# Microporella klugei
Microporella klugei är en mossdjursart som beskrevs av Kuklinski och Taylor 2008. Microporella klugei ingår i släktet Microporella och familjen Microporellidae. Inga underarter finns listade i Catalogue of Life.